# Mokrice
 Mokrice  falu Horvátországban Krapina-Zagorje megyében. Közigazgatásilag Oroslavjéhez tartozik.

## Fekvése
Zágrábtól 22 km-re északra, községközpontjától 1 km-re nyugatra Horvát Zagorje déli határán a megye déli részén fekszik.

## Története
A településnek 1857-ben 367, 1910-ben 616 lakosa volt. Trianonig Zágráb vármegye Stubicai járásához tartozott. 2001-ben 759 lakosa volt.

## Külső hivatkozások
- Oroslavje hivatalos oldala
- Oroslavje információs portálja